# 求愛専科
「求愛専科」（きゅうあいせんか）は、1977年9月25日に発売された岡田奈々の10枚目のシングル。発売元はNAVレコード（現・ポニーキャニオン）。

## 解説
- リリースナンバーはN-21、定価600円[1]。

- 本楽曲の編曲を担当した船山基紀のサウンドは、同年5月発売の沢田研二「勝手にしやがれ」や、のちの田原俊彦「悲しみ2(TOO)ヤング」（1981年）を思わせる、スリリングさとアクション感覚のあふれるアレンジで、岡田に新境地を提供した。

- 本シングルは、同年7月10日発売の前作「らぶ・すてっぷ・じゃんぷ」[2]以来、わずか2か月半ぶりの短いインターバルで発売された。オリコンチャートにおいて、かろうじてベスト50入りを果たした。

- 現在、A面・B面ともにCD音源化されている。

## 収録曲
- 全曲作詞：有馬三恵子／作曲：森田公一／編曲：船山基紀

1. 求愛専科 (3分41秒)
2. さよならは知らない (3分17秒)

## 収録アルバム
- 『岡田奈々 スーパーベスト』 （1986年11月5日発売、廃盤） - 「求愛専科」
- 『岡田奈々』 （1989年8月21日発売、廃盤） - 「求愛専科」
- 『MYこれ!クション 岡田奈々 BEST』 （2001年10月17日発売） - 「求愛専科」
- 『ぼくらのベスト アルバム復刻シリーズ 岡田奈々2 （2004年5月19日発売）

アルバム『バイバイ・ララバイ/愛のフィナーレ』 - 「求愛専科」「さよならは知らない」